# Roberto Cota
Roberto Cota (ur. 13 lipca 1968 w Novarze) – włoski polityk, samorządowiec i prawnik, parlamentarzysta, od 2010 do 2014 prezydent Piemontu.

## Życiorys
Z wykształcenia prawnik, absolwent Uniwersytetu Mediolańskiego. Podjął praktykę w zawodzie adwokata. W 1990 zaangażował się w działalność  Ligi Północnej. Z jej ramienia w latach 90. był asesorem do spraw kultury i radnym Novary. Od 2000 do 2005 pełnił funkcję przewodniczącego rady regionalnej Piemontu. Zajmował różne stanowiska w swoim ugrupowaniu, m.in. sekretarza struktur regionalnych. W drugim i trzecim rządzie Silvia Berlusconiego pełnił funkcję sekretarza stanu w ministerstwie rozwoju produkcji.
W 2006 i 2008 z ramienia Ligi Północnej uzyskiwał mandat posła do Izby Deputowanych XV i XVI kadencji. Zrezygnował z niego w 2010 w związku z wygraniem (jako kandydat bloku centroprawicy) wyborów regionalnych na urząd prezydenta regionu Piemont, pokonując m.in. dotychczas zajmującą to stanowisko Mercedes Bresso (wyniki tych wyborów unieważniono w 2014). W 2013 został posłem XVII kadencji, jednak zrezygnował z mandatu na jej początku. W 2020 przeszedł do ugrupowania Forza Italia.